# Torkan
Torkan Daneshfar-Pätzoldt (* 29. Juli 1941 in Azar-Shahr, Iran; † 6. September 2019 in Hamburg) war eine deutsche Schriftstellerin iranischer Herkunft, die unter dem Namen TORKAN publizierte.

## Werdegang
Nach dem Studium der Pädagogik und Anglistik an der Universität Teheran unterrichtete sie in der iranischen Hauptstadt als Volksschullehrerin. Seit 1964 lebte sie in Hamburg. Hier arbeitete sie als freie Publizistin und Übersetzerin für mehrere deutschsprachige Magazine. 1987 gründete sie die „erste Ausländerpartei“ in Deutschland, die Partei Ausländischer und Deutscher Demokraten (PADD). Sie war mit Björn Pätzoldt verheiratet, ihre Tochter ist die Sängerin und Schauspielerin Marjan Shaki.

## Werke
In deutscher Sprache sind folgende Werke erschienen:
- Tufan – Brief an einen islamischen Bruder
- Kaltland – Wah´schate Ssard
- Allnacht – Roya und Alptraum
- La Bibla – Die Botschaft der Isa